# Duguetia manausensis
Duguetia manausensis là loài thực vật có hoa thuộc họ Na. Loài này được Maas & Boon mô tả khoa học đầu tiên năm 1996.